# The Endless River
The Endless River er det 15. og sidste studioalbum af Pink Floyd. Albummet blev udgivet den 10. november 2014 og er det første studiealbum efter keyboardspilleren og medstifteren af Pink Floyd Richard Wrights død.

## Indspilning og kobling til Richard Wright
Richard Wright optræder posthumt på The Endless River. Beskrevet af nogle som en "svanesang" for Richard Wright, består albummet mestendels af instrumental musik, baseret på 20 timers ikke tidligere udgivet materiale, skrevet, indspillet og produceret med Richard Wright i skabelsen af Pink Floyds forrige studiealbum, The Division Bell (1994). Richard Wright bliver også mindet på albummets omslag (vinyl), idet omslaget indeholder et stort billede visende Richard Wright, Nick Mason og David Gilmour spillende sammen i et studie - formentlig David Gilmours studie ombord på husbåden The Astoria.
Rent lyrisk findes også en kobling mellem The Endless River og The Division Bell, idet de to sidste linjer i High Hopes, det sidste nummer på The Division Bell, lyder:
| Citat | The endless river Forever and ever | Citat |
|       |                                    |       |

Nyt materiale til The Endless River blev indspillet i 2013 og 2014 i David Gilmours studie The Astoria samt Medina Studios i Hove, England. Albummet er produceret af Gilmour, Youth, Andy Jackson og Phil Manzanera. Mixet af Andy Jackson og Damon Iddins.

## Salg og modtagelse
The Endless River blev det mest forudbestilte album nogensinde på Amazon UK, og debuterede som nummer 1 i adskillige lande. Albummet modtog blandede anmeldelser.

## Pladens spor (vinyl)
Side 1
1. THINGS LEFT UNSAID
2. IT'S WHAT WE DO
3. EBB AND FLOW

Side 2
1. SUM
2. SKINS
3. UNSUNG
4. ANISINA

Side 3
1. THE LOST ART OF CONVERSATION
2. ON NOODLE STREET
3. NIGHT LIGHT
4. ALLONS-Y (1)
5. AUTUMN '68
6. ALLONS-Y (2)
7. TALKIN' HAWKIN'

Side 4
1. CALLING
2. EYES TO PEARLS
3. SURFACING
4. LOUDER THAN WORDS